# Paulinapolder
De Paulinapolder is een polder ten noordoosten van Biervliet, in de Nederlandse provincie Zeeland. De polder is 225 hectare groot en behoort tot de Polders rond Biervliet. In deze buurt landden op 8 oktober 1944 tijdens Operatie Switchback de Canadezen om West-Zeeuws-Vlaanderen te bevrijden.

## Geschiedenis
De polder ontstond door indijking van de schorren ten oosten van de Beukelspolder. Een deel van deze schorren was in 1803 in eigendom gekomen van de familie Thomaes uit Waterland-Oudeman. De rest was eigendom van de Staat der Nederlanden en dit deel werd in 1844 verkocht aan de Compagnie van Pussenier uit Assenede. Twee bedijkingsplannen werden tegelijk uitgevoerd. Het noordelijk deel (74 hectare), eigendom van de familie Thomaes, werd de Thomaespolder. Zuidoostelijk daarvan werd de Paulinapolder ingedijkt. Tijdens de werkzaamheden waren de omstandigheden voor de "polderjongens" slecht. Er brak dan ook een staking uit die ertoe leidde dat een compagnie soldaten in Biervliet werd gelegerd om de staking te breken. Beide polders kwamen in 1845 gereed. 
De grens tussen de twee inpolderingen werd gemarkeerd door een dijk: een van de weinige dijken in dit gebied die nimmer een waterkerende functie heeft gehad. De familie Thomaes heeft in 1866 ook de Elisabethpolder laten indijken.
In de Paulinapolder werd, op een verhoogde centraal gelegen plek, een stenen directiewoning gebouwd, die een achtkante koepelkamer bevatte en Het Paviljoen genoemd werd. Hier kwam later een boerderij met dezelfde naam.
De polder wordt begrensd door de Appelzakweg, de Paulinadijk, de Paviljoenweg, de Havenstraat en de Scheldedijk. Ook de Thomaespolder ligt aan de Scheldedijk. Aan de zeezijde van deze dijk ligt nog het Paulinaschor dat wordt beheerd als natuurgebied.

## Paulinakaai
Voornamelijk voor de afvoer van landbouwprodukten, bouwden enige ingelanden in 1902 een tijhaven. Ook was er een weegbrug. Omstreeks 1970 werd het haventje gesloten en verdween het in de voet van de bredere en hogere deltadijk.